# Demo Wangjoe Dorjee
Ne doit pas être confondu avec Wangchuk Dorje.
Demo Wangjoe Dorjee aussi écrit  Demo Wangchuk Dorje, (tibétain : དབང་ཕྱུག་རྡོ་རྗེ་, Wylie : dbang phyug rdo rje), né en 1949 à Lhassa est un photographe tibétain, vice-président de l'association des photographes de la fédération des cercles littéraires et artistiques de la région autonome du Tibet. Il est le fils de Tenzin Gyatso (Demo Rinpoché). Il est l'auteur d'un ouvrage biographique sur la vie de son père et la sienne. 